# Arthur Boka
Arthur Boka   (Abidjan, 2 d'abril de 1983) és un exfutbolista ivorià de la dècada de 2000.
Fou internacional amb la selecció de futbol de Costa d'Ivori amb la qual participà en la Copa del Món de futbol de 2006, Copa del Món de futbol de 2010 i Copa del Món de futbol de 2014.
Pel que fa a clubs, destacà a VfB Stuttgart.